# Gaga'ifomauga
Gaga'ifomauga is een district in Samoa op het eiland Savai'i.
Gaga'ifomauga telt 4770 inwoners op een oppervlakte van 365 km².